# Galerie Via Art
Galerie Via Art je jednou z prvních a nejdéle působících soukromých galerií v Praze. Je zaměřena na prezentaci moderního umění.

## Historie galerie
Galerie byla založena Radkou a Zdeňkem Freislebenovými roku 1990 a otevřena po ukončení stavebních rekonstrukcí dne 25.6.1991 ve spodní části terasy kostela sv. Václava na Zderaze, Resslova 6, Praha 2. V době založení byla vedle dnes již neexistujících galerií MXM a Behémot (1990-2004) jednou z prvních nezávislých galerií, které se věnovaly současnému umění. Zaměřuje se na široké spektrum tvůrců českého moderního umění, od zavedených autorů jako Otakar Slavík, Adéla Matasová, Zdeněk Sýkora, ad.), střední generaci tvůrců (Volné seskupení 12/15 Pozdě, ale přece) až po nejmladší generaci studentů a čerstvých absolventů Akademie výtvarných umění v Praze. Během své existence galerie uskutečnila ve svých prostorách více než 200 samostatných výstav. Kromě toho se podílela na řadě společných projektů se Sbírkou moderního a současného umění Národní galerie v Praze, v Míčovně Pražského hradu (Aleš Lamr: Duch vane kem chce / The Spirit Wanders Where It Wants, 2003) nebo ve výstavní síni Mánes (Antonín Kašpar: Dvojsochy, 1997).
Projekt VIA 2000 byl součástí programu Praha - Evropské město kultury 2000. Tento projekt svou koncepcí přesahoval rámec klasické prezentace a propojil sakrální architekturu s díly Františka Bílka a současným uměním. Galerie Via Art rovněž představila české umění v konfrontaci se zahraničními tvůrci v rámci mezinárodních projektů, jako např. Voices (City Museum and Mappin Art Gallery, Sheffield, České centrum, Paříž), Prague - Riga Art Dialogue (spolu s AVU, G. Pokorná, 2003) Galerie se kromě toho podílela na výměnných výstavách v Německu, Holandsku, Velké Británii a Francii a v Praze představila samostatné projekty zahraničních výtvarníků z Rakouska, Německa, Velké Británie, USA, Mexika, Nového Zélandu, Lotyšska a Francie.
Po roce 2000 zvolila nové přístupy k prezentaci umění v souvislosti s větším důrazem na nejmladší generaci. Ve výstavních projektech se objevují site-specific instalace, nová media a formy, které mají blízko k filozofii a sociologii nebo se dotýkají tabuizovaných témat.
S galerií od jejího založení spolupracovala řada významných kurátorů a historiků umění, např. Věra Jirousová, Marcela Pánková, Ivan Neumann, Josef Hlaváček, Simona Vladíková, Petr Vaňous, Martina Pachmanová, Marek Pokorný, Jiří Valoch, Jiří T. Kotalík, Vlasta Čiháková–Noshiro.
Galerie Via Art se zabývá publikační činností, zajišťuje prodej uměleckých děl předních českých autorů, provádí poradenskou a zprostředkovatelskou pomoc při výběru uměleckých děl pro soukromé sbírky, firemní representativní prostory apod. Dle individuálních požadavků realizuje výtvarná díla na zakázku ve spolupráci s architektem. Zajišťuje také odbornou pomoc při organizaci výstav.

### Výstavy (výběr)
- 1991 Victor Vasarely: Výběr z díla, Ivan Ouhel: Obrazy a kresby
- 1992 Gerold Hirn, Michael Rittstein: Obrazy, Alena Kučerová: Grafika, Richard Konvička: Malba a kresba, Jiří Načeradský: Obrazy, Aleš Lamr: Obrazy
- 1993 Antonín Kašpar: Anti, Jitka Anlaufová: Obrazy a kresby, František Hodonský, Václav Bláha: Obrazy a kresby, Z Čech made, Svatopluk Klimeš: Via art via ignis, Ivan Komárek: malé - VELKÉ
- 1994 Volné seskupení 12/15 Pozdě, ale přece: Menší formáty, Jitka Anlaufová: Kresby, František Hodonský: Propojení středu údolí, Vladimír Hanuš, Michael Rittstein: Šlofík
- 1995 Olga Karlíková: Obrazy - kresby, Ivan Komárek: Pocta manýrismu, Adéla Matasová: Tumby, Jiří Načeradský a Jaroslav Nešetřil: Antropogeometrie, Václav Bláha: Obrazy, kresby
- 1996 Roman Trabura, Henry Tietzsch-Tyler: Obrazy, Martin Balcar: Nebe, peklo, Voices from the interval, František Hodonský: Lužní tělo, Michael Rittstein: Otylý pel
- 1997 Martin Balcar: 1996/1997 - Bez názvu, Vladimír Hanuš: Měsíc v zahradě, Zorka Ságlová: Obrazy, Jitka Anlaufová: Obrazy, Jiří Beránek: Slepá kolej
- 1998 Olga Karlíková: Obrazy a kresby, Michael Rittstein: Dílnička, Jiří Načeradský: Pozemšťané, Václav Bláha: … a nebo tak
- 1999 Fotomalba, Vladimír Hanuš: A tol y, De tai ly, Michael Rittstein: Čerstvě natřeno, Aleš Lamr: Dovnitř / Inside
- 2000 Zorka Ságlová: Obrazy / Pictures, Zdeněk Sýkora: Grafika / Graphic Art, Via 2000, Michael Rittstein: Stín lesku / Shadow of Lustre, Eliška Pokorná: Elektrická světla
- 2001 František Hodonský: V bažinách
- 2002 Josef Hampl, Václav Bláha: Ze mě
- 2003 Otakar Slavík: Ženy / Women, Vladimír Hanuš: v zahradách / In the gardens, Michael Rittstein: Tetovaný jogurt / Tattoed yoghurt
- 2004 Erika Bornová: Nebe na zemi - Odpočívej v pokoji / Paradise on Earth - Rest in Peace, Zdeněk Beran: Velké torzo obrazu / Grand torso of painting
- 2005 František Hodonský: Smaragdová skořepina/ Emerald shell, Otakar Slavík: Kočka v křesle / Cat in the Armchair, Martin Mainer: Něco z plazmy / Something from plasma, Filip Černý: Madonamie
- 2006 Michal Gabriel: Zahrada / Garden, Linda Klimentová, Michaela Petrů: Napůl aneb z obrazu ven, Michal Cimala: Ráno / In the morning, Gizela Šabóková: Mezní hranice / Absolute limits, Václav Bláha: Prší / It’s raining, Michael Rittstein: Tarzan a Darwin
- 2007 Ivana Lomová: Ráj / Paradise, Kateřina Štenclová: Modrotikály, Jan Smejkal: Aeklsmj, Alena Anderlová: Vlčí sen / Dream of Wolf, Jaroslav Róna: Cesta do Patagonie / Journey to Patagonia
- 2008 Erika Bornová: Udělám vše / I´ll do everything, Martin Salajka a Vladimír Větrovský: Napůl, Patrik Hábl: Imaginativní krajiny / Imaginative Landscape, Dalibor Chatrný: Topologické kresby,Jaromír Novotný: Uzavřená oblast, Michal Nesázal: Vivid space, Tomáš Císařovský: Kraj světa
- 2009 Petr Stanický: Wall City, Jan Chlup a Tomáš Němec: Napůl, Jan Pištěk, Studio QUBUS: Polotovary, Filip Černý: Black & White
- 2010 Petr Písařík, Otakar Slavík: Babí léto, Michael Rittstein: Animální monstrum,
- 2011 Pavel Korbička, Karel Štědrý: Barvy laky, Kateřina Adamová: Jeden rok,
- 2012 Martin Krajc: El Clásico, Václav Bláha: Příběhy, Jan Merta: Příležitosti
- 2013 Adéla Součková: Atlas
- 2016 Patrik Hábl: Nepravděpodobný rozměr, Michal Cimala: Speed, Tomáš Honz: Mýty ze starého světa
- 2017 Markéta Bábková a Kateřina Čápová: Napůl, Jirka Houska: Pohlceno pralesem, Čestmír Suška: Na rozcestí, Michael Rittstein: Kurzy začínají na podzim, Pavel Korbička: Space of Body
- 2018 Klára Sedlo a Štěpán Molín: Napůl, Adéla Janská: Nic krom tebe, Michaela Černická: Dokumentární sondy, Barbora M. Němcová: po / city, Tadeáš Kotrba: Přes úkryty druhých

### Vydavatel
- Richard Drury, Václav Bláha: Příběhy, kat. 38 s., Galerie Via Art, Praha 2012
- Tomáš Butta a kol., Via 2000, kat. 60 s., Galerie Via Art, Praha 2000
- Ivan Neumann a kol., Sheffield Praha, kat. 20 s., Galerie Via Art, Praha 1996
- Vlasta Čiháková–Noshiro, Antonín Kašpar: Anti, kat. 36 s., Galerie Via Art, Praha 1993